# RABニュース&ウェザー
『RABニュース&ウェザー』（アールエービー ニュースアンドウェザー）は、2019年4月1日から青森放送ラジオで毎週月曜 - 金曜 17時15分 - 17時25分に放送されている報道番組である。

## 概要
これまで長らくTBSラジオのネット番組が放送されていたが、2019年3月29日をもって当枠で放送されていた『荒川強啓 デイ・キャッチ!』（ニュースクリップのみネット）の終了に伴い、枠を埋めるために2019年3月29日まで放送していた『海の気象ニュース』を統合し開始されたニュース番組。17時台には『東奥日報ニュース』の放送が無いため、実質5時の『東奥日報ニュース』の意味合いを兼ねている。
番組後半の天気予報には、『海の気象ニュース』から引き続きアップルウェザーの気象予報士が出演する。

## タイムテーブル
- 17:15 - 17:19 ニュース
- 17:19 - 17:24 天気予報とエンディング